# Anatoliy Skorokhod
Anatoliy Volodymyrovytch Skorokhod (en ukrainien : Анатолій Володимирович Скороход), né le 10 septembre 1930 à Nikopol (RSS d'Ukraine, URSS) et mort le 3 janvier 2011 à Lansing (Michigan, États-Unis), est un mathématicien soviétique puis ukrainien, membre de l'Académie nationale des sciences d'Ukraine de 1985 jusqu'à sa mort.
Il travaille à l'université de Kiev de 1956 à 1964, puis à l'Institut de mathématiques de l'Académie nationale des sciences d'Ukraine de 1964 à 2002, tout en restant professeur à l'université de Kiev. À partir de 1993, il est professeur à l'université du Michigan, aux États-Unis, et membre de l'Académie américaine des arts et des sciences.
Ses travaux apportent des contributions substantielles en théorie des équations différentielles stochastiques, théorèmes limites des processus aléatoires, lois de probabilités dans les espaces infini-dimensionnels, statistiques des processus stochastiques et des processus de Markov.
Il est l'auteur de plus de 450 publications, dont plus de 40 livres et monographies.

## Source
- (en) Cet article est partiellement ou en totalité issu de l’article de Wikipédia en anglais intitulé « Anatoliy Skorokhod » (voir la liste des auteurs).